# Fundamentalismus
Fundamentalismus (von englisch fundamentalism, zusammengesetzt aus fundamental und -ismus; abgeleitet von lateinisch fundamentum ‚Unterbau‘, ‚Basis‘, ‚Fundament‘) ist eine Überzeugung, Anschauung oder Geisteshaltung, die sich durch ein kompromissloses Festhalten an ideologischen oder religiösen Grundsätzen kennzeichnet und das politische Handeln bestimmt. In einem ursprünglichen Sinne bezeichnet Fundamentalismus Richtungen bzw. Bewegungen des amerikanischen Protestantismus, die davon ausgehen, dass die Bibel als unmittelbares Wort Gottes irrtums- und fehlerfrei sei. Eine andere Form von christlichem Fundamentalismus ist der Integralismus.
Im weiteren Sinne bezeichnet Fundamentalismus eine übersteigerte Form ethnisch-kultureller oder religiöser Identität, die sich oft durch extremen Traditionalismus und Autoritarismus auszeichnet.
Insbesondere nach den Terroranschlägen vom 11. September 2001 in den USA wurde Fundamentalismus auch zu einem politischen Schlagwort speziell für islamistische Bestrebungen.
Im weiteren Sinne verhält sich der Fundamentalismus gegenüber der Moderne „ambivalent“ bis ablehnend und fordert eine Rückbesinnung auf die Wurzeln einer bestimmten Religion oder Ideologie, welche notfalls mit radikalen und teilweise intoleranten Mitteln durchgesetzt werden soll. Der Vorwurf des Fundamentalismus wird auch auf soziale oder politische Gruppen bezogen, die – angeblich oder tatsächlich – ihre ideologische Orientierung absolut setzen und um die gesellschaftliche Vormacht kämpfen. Fundamentalismus wird durch eine stark polarisierte Auslegung einer Letztbegründung umgesetzt und richtet sich häufig gegen Andersgläubige.

## Begriff
Die Bezeichnung Fundamentalismus wurde erstmals im Zusammenhang mit einer von Reuben Archer Torrey herausgegebenen Schriftenreihe The Fundamentals. A Testimony to the Truth verwendet. Diese Schriftreihe wendete sich gegen liberale Theologie und insbesondere die historisch-kritische Methode. Zu den Autoren gehörten namhafte konservative Theologen wie Benjamin Breckinridge Warfield. Die fünf wesentlichen Punkte ihrer Haltung wurden 1910 von der Generalkonferenz der presbyterianischen Kirche zusammengefasst:
- die Irrtumslosigkeit und Autorität der Bibel
- die Jungfrauengeburt und Wunder
- die Gottheit Jesu Christi
- sein Tod für die Sünden der Menschen
- seine leibliche Auferstehung und seine Wiederkunft

Die in den Fundamentals vertretene Haltung genügt nicht, um den christlichen Fundamentalismus trennscharf zu definieren. Von anderen Strömungen unterscheidet sich der christliche Fundamentalismus durch eine biblizistische Auslegung der Bibel, die so eng mit dem Heilsglauben verbunden ist, dass andersdenkenden Christen ihr Christsein abgesprochen wird. Ergänzend kommen dazu eine konservative politische Haltung und der Wille, religiös begründete Überzeugungen auch politisch durchzusetzen.
Nach Christoph Urban handelt es sich um einen „Abgrenzungsbegriff“, mit dem theologische Irrwege in religionspolitischen Debatten markiert werden. Laut Markus Gabriel begehen religiöse Fundamentalismen den typischen Grundfehler, zu meinen, dass es „die Wirklichkeit“ gäbe, indem etwas Wirkliches herausgegriffen und für ein universell gültiges Muster gehalten werde. So halte der religiöse Fundamentalismus „die materiell-energetischen Strukturen nur für eine Welt des Sinnenscheins, die Gott inszeniert, um unsere Seelen zu prüfen.“

## Fundamentalistisches Denken und Konflikt mit dem Umfeld
Soziologisch wird Fundamentalismus – nicht nur der christliche, aus dem der Begriff abgeleitet werden kann – als Ausprägung einer radikalen Denkhaltung gesehen. In dem Maße, wie eine fundamentalistische Ausprägung von Denken oder Glauben Handlungsnormen ableitet, deren individuelle und soziale Gültigkeit über den Kreis von Anhängern des jeweiligen Denkens, Glaubens oder deren Ideologie hinausgeht, ist schon durch die Art der Begründung der Normen der Konflikt mit dem Umfeld vorgezeichnet.
Fundamentalismus versteht sich in der Regel als Reaktion auf eine Aufweichung von Überzeugungen, die am Anfang des jeweiligen Glaubens bzw. der Ideologie standen. Die Anpassung an aktuelle Lebensumstände oder den ethischen Kompromiss erscheinen in einem fundamentalistischen Weltbild als problematisch bis unmöglich. Diese Anpassungen versteht der Fundamentalismus als Verrat an dem Gründungsverständnis des Glaubens oder der Ideologie. In diesem Sinne können Fundamentalismen immer wieder in Grenz- und Vermischungszonen der Hochreligionen entstehen, in denen sich Vertreter von Minderheiten gegen die von ihren Glaubensbrüdern bereits teilweise oder ganz vollzogene Assimilation wehren und sich auf ihre Glaubenswurzeln besinnen.
Insbesondere kann Fundamentalismus als teilweise oder ganze Ablehnung der Moderne mit ihrer Globalisierung und Kommerzialisierung wichtiger Lebensbereiche, ihrem Werterelativismus, Individualismus und Rationalismus verstanden werden. Anders als der Traditionalismus, der die überkommenen kulturellen und sozialen Traditionsbestände gegen Veränderungen zu verteidigen trachtet, versucht der Fundamentalismus ihre Infragestellung durch die Moderne rückgängig zu machen. Insofern ist er selber ein Phänomen der Moderne. Kritik am Fundamentalismus wird zuerst im Zeitalter der Aufklärung geübt. So kritisiert zum Beispiel der Deist Benjamin Franklin das religiöse Eiferertum der aus seiner Sicht rückständigen, autoritätshörigen deutschen und böhmischen Einwanderer in Pennsylvania, die er als eine Colony of Aliens beschrieb.
In der von Max Weber beschriebenen modernen Gesellschaft folgt diese Polarisierung der Normbegründung dem Gegensatz der von ihm ebenfalls beschriebenen Konzepte einer Gesinnungsethik und einer Verantwortungsethik.
Der Fundamentalismus schafft eine Konfliktlinie, entlang derer der Begriff des Pluralismus zum Vorwurf an die Adresse derjenigen wird, die historische Anpassungsprozesse für unabdingbar ansehen. Im Gegenzug erfährt der Begriff des Fundamentalismus seine polemische Verwendung, indem er für eine Unfähigkeit zum Kompromiss oder eine Unfähigkeit zur Anpassung an sich wandelnde Lebensumstände steht, wobei zugleich bestritten wird, dass die fundamentalistische Haltung dem Gründungsverständnis des Glaubens oder der Ideologie tatsächlich gerecht werde.
Da jeder Glaube und jede Ideologie schon durch den Prozess des Verstehens und der Aneignung durch jedes denkende und glaubende Subjekt (Hermeneutik) das Gründungsverständnis verändern und auf die historische Situation hin anpassen, gebiert jede Überzeugung in ihrer Anhängerschaft im Laufe der Geschichte Adaption und Fundamentalismus gleichermaßen.

## Weitere Begriffsverwendung
Im populären Sprachgebrauch werden unter dem Begriff Fundamentalismus zuweilen unterschiedslos konservative religiöse Gruppen, gewalttätige Mitglieder einiger Volksgruppen mit mehr oder weniger religiöser oder religiomorpher Motivation oder Terroristen zusammengefasst. Auch diese Unschärfe macht den Begriff problematisch.
So schreibt der Historiker Hartmut Lehmann: Bisher ist offen, ob der Begriff Fundamentalismus zu mehr taugt als zu Polemik. Obwohl es unter den genannten Gruppentypen Überschneidungen gibt, lassen sie sich nicht prinzipiell gleichsetzen. Auch büßt der Begriff an Bedeutung ein, wenn nicht auf die jeweiligen Fundamente Bezug genommen wird. Fundamentalisten charakterisiert man im Allgemeinen dadurch, dass sie sich auf bestimmte konkrete Grundlagen (oder das, was sie darunter verstehen) ihrer Religion (oder gelegentlich auch im weiteren Sinne verwendet: ihrer Partei, Ideologie, Sekte) beziehen und darüber keine Diskussion zulassen.
Mit dem Begriff können Intoleranz, Radikalismus und auch daraus entstehende Gewaltbereitschaft suggeriert werden, wobei dies teilweise dem geäußerten Selbstverständnis der Gruppe entspricht.
Abweichend von seiner ursprünglichen Beschränkung auf religiöse Dogmen wird der Begriff auch auf säkulare Ideologien bezogen. Dies geht auf einen formalen Fundamentalismusbegriff zurück, nach dem eine soziale Bewegung als fundamentalistisch einzustufen ist, wenn sie ihre religiöse, ethnische oder ideologische Orientierung absolut setzt und zugleich expansiv um die Kontrolle eines ihr übergeordneten gesellschaftlichen Machtzentrums kämpft. Entsprechend wird – meist kritisch oder abwertend – von grün-alternativem Fundi oder Marktfundamentalismus gesprochen.

## Selbstverständnis und Ausrichtungen
Fundamentalismus, der als eine grundsätzliche Gegenbewegung gegen die Moderne gesehen werden kann, sieht die grundlegenden Prinzipien einer Religion durch Relativismus, sexuelle Selbstbestimmung, Pluralismus, Historismus, Toleranz und das Fehlen von Autorität gefährdet. Ein Mittel dagegen sieht er im politischen Engagement. Einige fundamentalistische Gruppen greifen die in westlichen Ländern übliche Trennung zwischen Staat und religiösen Institutionen an, um ihre Ziele auch mit staatspolitischen Mitteln durchsetzen zu können, andere vertreten eine strikte Trennung von Religion und Staat, wiederum andere vertreten eine weltanschauliche Neutralität des Staates sowohl Religionen wie nicht-religiösen Weltanschauungen gegenüber.
Eine fundamentalistische Weltanschauung ist oftmals geprägt durch ein dualistisches Konzept des Niedergangs, nach dem die Anhänger des Wahren und Guten im Kampf gegen das Böse, die Schlechten, Andersdenkenden und anders Gläubigen begriffen sind.
Strittig ist insbesondere die Abgrenzung zu Anhängern konservativer oder orthodoxer Richtungen von Religionen oder Ideologien. Diese stehen ebenfalls gegenwärtigen Entwicklungen kritisch oder ablehnend gegenüber, nehmen dabei aber eine eher moderate Haltung ein. Konservative und Orthodoxe wollen auch eher die real existierenden Traditionen ihrer unmittelbaren Vorfahren fortsetzen, während Fundamentalisten mindestens für ihre eigenen Mitglieder, teilweise aber auch für die Gesellschaft als Ganzes meinen, zu einem angenommenen Urzustand vergangener Zeiten zurücklenken zu können.
Charakteristisch für Fundamentalismen ist ferner die oft kritiklose Rezeption heiliger Texte bzw. die Ablehnung kritischer, wissenschaftlicher Auseinandersetzung mit religiösen Texten (siehe Verbalinspiration).
Religionssoziologisch bilden die Fundamentalisten oft kleinere Gruppen innerhalb großer Religionen, die sich von der Mehrheit absetzen, weil diese die grundlegenden Prinzipien der Religion verraten habe.
Versteht man Fundamentalismus als eine Bewegung zurück zu den so genannten Quellen der Religion, so waren die Reformatoren wie die Humanisten mit ihrer Forderung Zurück zu den Quellen! auch eine Art Fundamentalisten. Islamwissenschaftler wie zum Beispiel Olivier Roy (unter anderem in seinem Buch Der islamische Weg nach Westen – Globalisierung|Entwurzelung|Radikalisierung, deutsche Ausg. Pantheon 2006) machen im Islamismus unter anderen einen militanten Islamismus (oder islamistischen Terrorismus) und einen Neofundamentalismus aus.
Solche Gruppen können theologisch Fundamentalisten sein, aber sie kommen ebenso unter neuen religiösen Bewegungen vor (siehe auch: Totalitarismus; Ideologiekritik).

## Religiöse Ausprägungen
- Christlicher Fundamentalismus
- Radikaler Pietismus
- Mormonischer Fundamentalismus
- Islamismus
- Neofundamentalismus
- Ultraorthodoxes Judentum
- Kahanismus
- Hindutva